# Aeropuerto Internacional Carriel Sur
Aeropuerto Internacional Carriel Sur is de luchthaven van de Chileense stad Concepcion. Het is de op een na belangrijkste luchthaven van dit land.
De luchthaven werd geopend op 3 januari 1968 en in 2000 is de luchthaven flink uitgebreid. De Chileense luchtvaartmaatschappijen LAN Airlines en Sky Airline vliegen op de luchthaven.